# Rejon skolski
Rejon skolski (ukr. Сколівський район) – dawna jednostka administracyjna Ukrainy, a wcześniej także Ukraińskiej Socjalistycznej Republiki Radzieckiej w Związku Socjalistycznych Republik Radzieckich, funkcjonująca w latach 1940–1941 i 1944–2020. Należał do obwodu drohobyckiego do 1959 roku, a po jego zniesieniu do obwodu lwowskiego. Siedzibą rejonu było Skole.
Według spisu powszechnego z roku 2001 w rejonie żyło 50 300 ludzi, w tym 200 Rosjan (0,39%).

## Historia
Rejon skolski został utworzony 17 stycznia 1940 na podstawie dekretu Prezydium Rady Najwyższej USRR o podziale na rejony zachodnich obwodów USRR, kiedy to w obwodzie drohobyckim utworzono 30 rejonów, między innymi skolski. Rejon objął miasto Skole oraz obszary zniesionych gmin Lubieńce, Podhorodce i Synowódzko Wyżne, ponadto gromady Łukawica Wyżna, Siemiginów, Żulin i Żyżawa ze zniesionej gminy Bratkowce oraz gromadę Korostów ze zniesionej gminy Koziowa – wszystkie należące przed wojną do powiatu stryjskiego w województwie stanisławowskim. 
Rejon skolski przestał istnieć wraz z wybuchem wojny niemiecko-radzieckiej 22 czerwca 1941. Jego tereny weszły w skład Landkreis Stryj dystryktu galicyjskiego Generalnego Gubernatorstwa.
Rejon został odtworzony 31 lipca 1944, po zajęciu tych terenów przez Armię Czerwoną.
21 maja 1959, w wyniku zniesienia obwodu drohobyckiego, rejon skolski włączono do obwodu lwowskiego.
23 września 1959 do rejonu skolskiego włączono zniesiony rejon sławski.
Rejon skolski został zlikwidowany 17 lipca 2020 w związku z reformą podziału administracyjnego Ukrainy na rejony, wchodząc w skład nowego rejonu stryjskiego.

## Spis miejscowości
- Chaszczowanie (Хащованя)
- Dębina (Дубина)
- Dołyniwka (Долинівка)
- Dołżki (Довжки)
- Grabowiec (Грабовець)
- Hołowiecko (Головецько)
- Hrebenów (Гребенів)
- Hutar (Хітар)
- Jamielnica (Ямельница)
- Jelenkowate (Ялинкувате)
- Kalne (Кальне)
- Kamionka (Кам'янка)
- Klimiec (Климець)
- Korczyn (Корчин)
- Korostów (Коростів)
- Koziowa (Козьова)
- Kruszelnica (Крушельниця)
- Krywe (Криве)
- Ławoczne (Лавочне)
- Libochora (Либохора)
- Międzybrody (Межиброди)
- Myta (Мита)
- Nahirne (Нагірне)
- Oporzec (Опорець)
- Orawa (Орява)
- Orawczyk (Орявчик)
- Orów (Орів)
- Pławie (Плав'я)
- Pobuk (Побук)
- Podhorodce (Підгородці)
- Pohar (Погар)
- Pszaniec (Пшонець)
- Rosochacz (Росохач)
- Rożanka Niżna (Нижня Рожанка)
- Rożanka Wyżna (Верхня Рожанка)
- Ryków (Риків)
- Skole (Сколе)
- Sławsko (Славське)
- Smorze (Сможе)
- Sopot (Сопіт)
- Suchy Potok (Сухий Потік)
- Synowódzko Niżne (Нижнє Синьовидне)
- Synowódzko Wyżne (Верхнє Синьовидне)
- Tarnawka (Тернавка)
- Truchanów (Труханів)
- Tuchla (Тухля)
- Tucholka (Тухолька)
- Tysowiec (Тисовець)
- Tyszownica (Тишівниця)
- Urycz (Урич)
- Wołosianka (Волосянка)
- Werchniaczka (Верхнячка)
- Zadzielsko (Задільське)
- Zawadka (Завадка)
- Zimówki (Зимівки)
- Żupanie (Жупани)

## Nieistniejące miejscowości
- Karlsdorf